# عبد الله بن أبي عطاء
عبد الله بن أبي عطاء، أندلسي استوطن القيروان. أخبرنا عبد الله بن محمد بن قاسم، قال: عبد الله بن أبو عطاء هو «أبو محمد عبد الله بن عبد الغافر أبو عطاء الأندلسي». كان ساكناً في درب أبي الأشهب. وكان رجلاً صالحاً ثقة. سمع من سحنون، ومن زهير بن عباد. وكان صحيح الكتاب، وحسن التقييد. توفي سنة 286هـ بالقيروان.